# Cinemark
Cinemark Holdings, Inc. eller CineMark er en amerikansk biografvirksomhed. Den begyndte i 1984 og findes i dag i hele Amerika. Det er er den største biografkæde i Brasilien.
Cinemark kendes under datterselskaberne Cinemark, Century Theatres, Tinseltown, CinéArts og Rave Cinemas.